# خانية قوبا
خانات قوبا كانت واحدة من أهم الخانات شبه المستقلة التي كانت موجودة من عام 1747 إلى عام 1806، تحت السيادة الإيرانية. كان يحدها من الشرق بحر قزوين، ومن الشمال خانية دربند، ومن الغرب خانية شاكي، ومن الجنوب خانية باكو وخانية شيروان. في عام 1755، استولت على مدينة ساليان الواقعة في خانية كاراباخ.

## التاريخ
كانت خانية قوبا من قبيلة قيتاق، التي كانت مقسمة إلى فرعين، المجالس والينجيكيند. أصل القبيلة غير واضح. أُثبت وجودهم لأول مرة في القرن التاسع، وكان زعيمهم وعائلته فقط هم المسلمون، وفقًا للمؤرخ المسعودي (توفي عام 956). كان الزعيم يحمل اللقب التركي ساليفان، بالإضافة إلى لقب خيداقان شاه. وفقًا للمؤرخ العثماني في القرن السابع عشر، أوليا جلبي (توفي عام 1682)، فإن القيتاق كانوا يتحدثون المنغولية، ولكن رفض فلاديمير مينورسكي (توفي عام 1966) المتخصص في الدراسات الإيرانية هذا الادعاء واعتبره مخادع، حيث أثبت أن جلبي نسخ الكلام المغولي المزعوم للقيتاق من نصوص حمدالله المستوفي (توفي بعد عام 1339/40). نقل المؤرخ والمستشرق الألماني جوزيف ماركوارت [الإنجليزية] (توفي عام 1930)، عن مصدر سابق، مشيرًا إلى الزعيم باسم أدهارنارسي. ينحدر خانات قوبا من حسين خان من فرع المجالس، الذي أعطاه الشاه سليمان (حكم. 1666-1694) ولاية ساليان [الإنجليزية] وقوبا في النصف الثاني من ثمانينيات القرن السابع عشر.
بلغت الخانية أعظم شهرة لها في عهد فتح علي خان القوبي [الإنجليزية]، الذي استمرت ولايته من عام 1758 إلى عام 1789. استولى على دربند، وتقاسم شيروان مع حسين خان الشاكي [الإنجليزية].
بعد وفاة فتح علي خان، تراجع نفوذ الخانات. نتيجة لفتوحات محمد خان القاجاري والدمار الذي أحدثته، تفكك تحالف الخانات الشمالية. وغزت روسيا الخانات في عام 1806، ودمجتها بالكامل في محافظة شاماخا التي أنشأتها حديثًا عام 1846.

## السكان
كانت خانية قوبا مأهولة بشكل رئيس بالتتار (الذين عرفوا فيما بعد بالأذريين) والتات. وكان يسكنها أيضًا الأرمن والليزجين واليهود الجبليون.

## قائمة الخانات
وكان خانات خانية قوبا هم:
- 1747–1758: حسين علي خان
- 1758–1789: فتح علي خان القوبي [الإنجليزية]
- 1789–1791: أحمد خان القوبي [الإنجليزية]
- 1791–1806: الشيخ علي خان [الإنجليزية]

## طالع أيضًا
- قلعة قوبا [الإنجليزية]
- خانات القوقاز
- الغزو الروسي للقوقاز